# Wildwood (película de 2026)
Wildwood es una próxima película estadounidense de aventuras y fantasía oscura animada en stop motion dirigida por Travis Knight y escrita por Chris Butler, basada en el libro infantil ilustrado Las crónicas de Wildwood de 2011 de Colin Meloy e ilustrado por Carson Ellis. Se trata de una producción del estudio de animación, Laika y es su sexta película animada en stop-motion del estudio. La trama sigue a Prue McKeel y Curtis Mehlberg mientras intentan salvar al hermano pequeño de Prue, Mac, de los cuervos liderados por Alexandra, mientras son atraídos a un bosque mágico oculto.
Está previsto que la película se estrene en algún momento de 2026.

## Sinopsis
Prue McKeel y su mejor amigo Curtis se adentran en un bosque mágico y oculto después de que el hermano pequeño de Prue, Mac, fuera secuestrado por cuervos, liderados por una misteriosa mujer llamada Alexandra.

## Elenco
- Peyton Elizabeth Lee como Prue McKeel
- Jacob Tremblay como Curtis Mehlberg
- Carey Mulligan como Alexandra
- Mahershala Ali como Brenden
- Awkwafina como la Sra. McKeel
- Angela Bassett como Iphegenia
- Jake Johnson como el Sr. McKeel
- Charlie Day como Seamus
- Amandla Stenberg
- Jemaine Clement como el búho Rex
- Tom Waits como el zorro Sterling
- Maya Erskine como Darla Thennis
- Tantoo Cardinal como Carol Grod
- Richard E. Grant como Roger Swindon / Elgen

## Producción
En septiembre de 2011, semanas después de la publicación de la novela, el estudio de animación con sede en Oregón, Laika, eligió Wildwood para ser su próxima película animada en stop motion y produjo el tráiler del libro. No se dio ninguna información adicional sobre la película hasta septiembre de 2021, cuando Laika anunció que su próxima película sería Wildwood con Travis Knight como director, Arianne Sutner como productora y Chris Butler como guionista de la película.
En agosto de 2022, la productora de la película anunció que Carey Mulligan, Mahershala Ali, Peyton Elizabeth Lee, Jacob Tremblay, Awkwafina, Angela Bassett, Jake Johnson, Charlie Day, Amandla Stenberg, Jemaine Clement, Maya Erskine, Tantoo Cardinal, Tom Waits y Richard E. Grant habían sido seleccionados como parte del elenco de voces de la película. El 24 de mayo de 2022, se anunció que Dario Marianelli compondría la banda sonora de la película, en lo que supone su cuarta colaboración con Knight y su tercera colaboración con Laika, después de The Boxtrolls, Kubo and the Two Strings y Bumblebee.

### Rodaje
La película comenzó a producirse en septiembre de 2021, con Caleb Deschanel como director de fotografía. La producción del largometraje animado se llevó a cabo en el estudio de las instalaciones de Laika en las afueras de Portland, Oregón, la primera película ambientada que se elabora en su ciudad natal.
En 2024, Knight reveló que el proyecto era la película más ambiciosa que Laika había hecho jamás: «Una de las razones por las que hemos tardado tanto en darle vida cinematográfica es que se trata de un proyecto muy ambicioso». «Tuvimos que desarrollar las herramientas creativas, la tecnología y nuestros músculos narrativos para hacerle justicia a este libro». Entre los ejemplos de desafíos únicos se incluyen la puesta en escena de batallas épicas, secuencias aéreas y la creación del personaje del águila, que su director define como «un milagro de la artesanía y la ingeniería» capaz de imitar con fidelidad el movimiento fluido de las águilas reales.

## Estreno
En julio de 2024, con motivo del decimoquinto aniversario del estreno de la película Los mundos de Coraline,  Laika mostró un adelanto de su película para la revista Empire, con un extenso reportaje centrado en el estudio, donde compartió el primer teaser tráiler de la película.
Aunque inicialmente se había anunciado que Wildwood se estrenaría en 2025, finalmente se anunció que su estreno tendría lugar en algún momento de 2026.